# Erik Lamm (bankman)
Erik Lamm, född 30 maj 1890 i Mosaiska församlingen, Stockholm, död 27 september 1934 i Oscars församling, Stockholm , var en svensk bankman.
Erik Lamm var bror till Martin Lamm. Efter anställningar vid olika internationella banker, däribland L.J. Hambro & Son i London 1910-14, knöts Lamm till Stockholms handelsbank, som sedermera övergick till Svenska handelsbanken. År 1921 blev han direktör där. När en vice riksbankschefspost inrättades 1933 blev Lamm dess första innehavare.